# 벳푸 레이멘

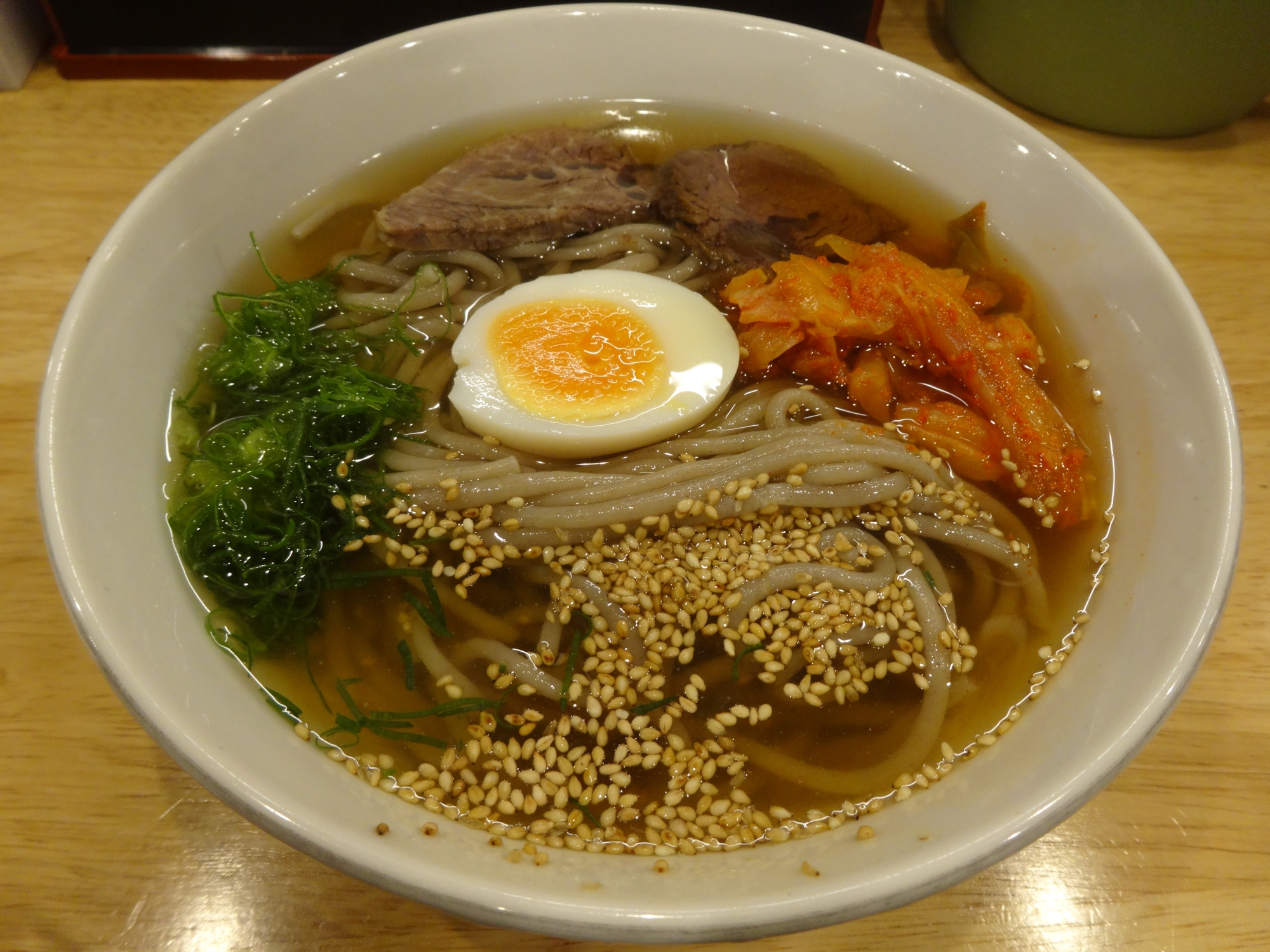
벳푸 레이멘

벳푸 레이멘(別府冷麺)은 일본 오이타현 벳푸시의 냉면 (레이멘)이다. 국수는 밀가루, 메밀가루, 전분을 기본으로 하고, 국은 해산물을 기반으로 한다.
1950년 무렵 한국계 주민도 많았던 만주 (중국 동북부)로부터 온 요리사가 연 가게가 발상이다. 벳푸의 이러한 냉면 가게는 냉면 전문점계와 야키니쿠야계의 2개 계열로 구별된다. 냉면 전문점 계열의 벳푸 레이멘은 쫄깃한 굵은 면으로 양배추 김치가 곁들여진다. 야키니쿠야계의 벳푸 레이면은 매끈한 중세면으로 배추 김치가 곁들여 진다. 또, 냉면 전문점이나 야키니쿠가게 뿐만 아니라, 보통의 라멘 가게나 이자카야 등 여러 가게에서도, 벳푸 레이멘을 팔고 있다.
벳푸시에서는 2009년도부터 벳푸 레이멘 프로젝트를 시작하여 지도나 웹사이트를 만들어 명물로서의 판매를 도모하고 있다.